# Draft de la NBA de 1987
El Draft de la NBA de 1987 se celebró el día 22 de junio de ese mismo año en la ciudad de Nueva York.
En el draft de este año destaca la selección de dos futuros miembros de la lista de los 50 mejores jugadores de la historia de la NBA, como David Robinson y Scottie Pippen. 
Otros jugadores destacados en este draft son Reggie Miller, Kevin Johnson, Kenny Smith, Horace Grant, Reggie Lewis, Muggsy Bogues o Mark Jackson.
Como curiosidad, David Robinson no se unió a la NBA hasta la temporada 1989-90, debido a su compromiso de servicio con la Armada de los Estados Unidos.

## Primera ronda

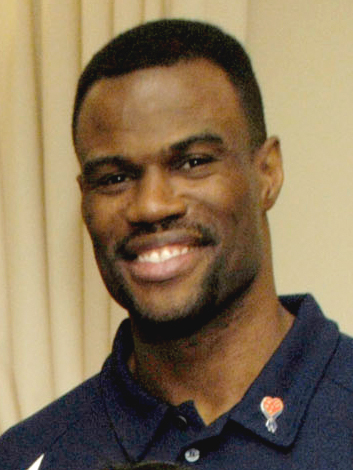
David Robinson, la 1ª elección.

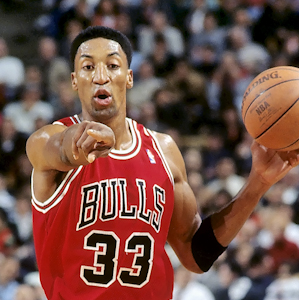
Scottie Pippen, la 5ª elección.

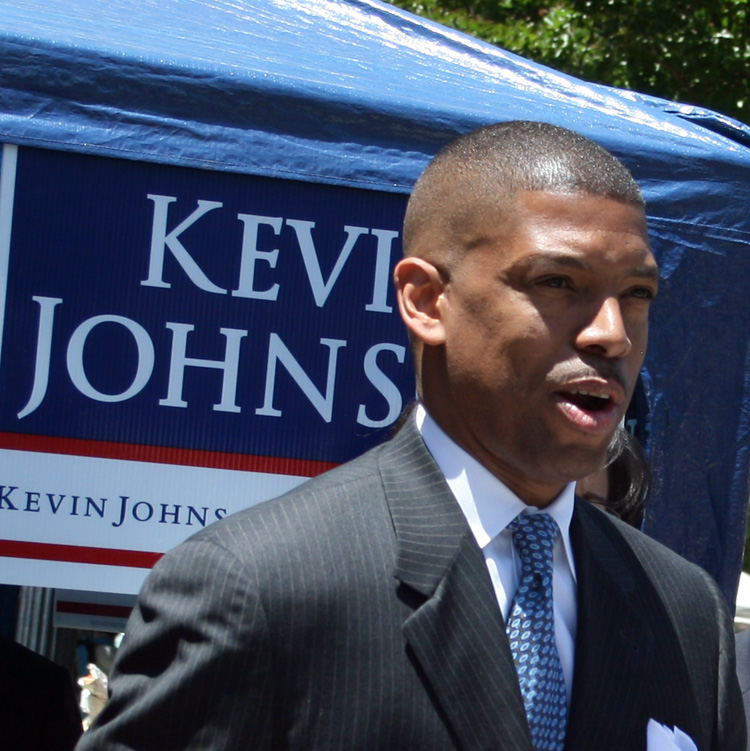
Kevin Johnson, la 7ª elección.

|  | Denota jugador miembro del Basketball Hall of Fame                                                 |
|  | Denota jugador que ha sido seleccionado al menos en un All-Star Game y un Mejor Quinteto de la NBA |
|  | Denota jugador que ha sido seleccionado al menos en un All-Star Game                               |
|  | Denota jugador que nunca ha jugado en la NBA                                                       |

| Pick | Jugador               | Nacionalidad        | Equipo de la NBA                                            | Origen (Universidad/club) |
| ---- | --------------------- | ------------------- | ----------------------------------------------------------- | ------------------------- |
| 1    | David Robinson (C)    | Estados Unidos      | San Antonio Spurs                                           | Navy                      |
| 2    | Armen Gilliam (PF)    | Estados Unidos      | Phoenix Suns                                                | UNLV                      |
| 3    | Dennis Hopson (SF)    | Estados Unidos      | New Jersey Nets                                             | Ohio State                |
| 4    | Reggie Williams (SF)  | Estados Unidos      | Los Angeles Clippers                                        | Georgetown                |
| 5    | Scottie Pippen (SF)   | Estados Unidos      | Seattle SuperSonics (traspasado a Bulls por Olden Polynice) | Central Arkansas          |
| 6    | Kenny Smith (PG)      | Estados Unidos      | Sacramento Kings                                            | North Carolina            |
| 7    | Kevin Johnson (PG)    | Estados Unidos      | Cleveland Cavaliers                                         | California                |
| 8    | Olden Polynice (C)    | Haití               | Chicago Bulls (traspasado a SuperSonics por Scottie Pippen) | Virginia                  |
| 9    | Derrick McKey (SF/PF) | Estados Unidos      | Seattle SuperSonics                                         | Alabama                   |
| 10   | Horace Grant (PF/C)   | Estados Unidos      | Chicago Bulls                                               | Clemson                   |
| 11   | Reggie Miller (SG)    | Estados Unidos      | Indiana Pacers                                              | UCLA                      |
| 12   | Muggsy Bogues (PG)    | Estados Unidos      | Washington Bullets                                          | Wake Forest               |
| 13   | Joe Wolf (C)          | Estados Unidos      | Los Angeles Clippers                                        | North Carolina            |
| 14   | Tellis Frank (PF)     | Estados Unidos      | Golden State Warriors                                       | Western Kentucky          |
| 15   | José Ortiz (PF)       | Puerto Rico         | Utah Jazz                                                   | Oregon State              |
| 16   | Christian Welp (C)    | Alemania Occidental | Philadelphia 76ers                                          | Washington                |
| 17   | Ronnie Murphy (SG)    | Estados Unidos      | Portland Trail Blazers                                      | Jacksonville              |
| 18   | Mark Jackson (PG)     | Estados Unidos      | New York Knicks                                             | St. John’s                |
| 19   | Ken Norman (SF)       | Estados Unidos      | Los Angeles Clippers                                        | Illinois                  |
| 20   | Jim Farmer (SG)       | Estados Unidos      | Dallas Mavericks                                            | Alabama                   |
| 21   | Dallas Comegys (F)    | Estados Unidos      | Atlanta Hawks                                               | DePaul                    |
| 22   | Reggie Lewis (SG)     | Estados Unidos      | Boston Celtics                                              | Northeastern              |
| 23   | Greg Anderson (PF)    | Estados Unidos      | San Antonio Spurs                                           | Houston                   |

## Segunda ronda
| Pick | Jugador               | Nacionalidad   | Equipo de la NBA       | Origen (Universidad/club) |
| ---- | --------------------- | -------------- | ---------------------- | ------------------------- |
| 24   | Fred Banks            | Estados Unidos | Detroit Pistons        | UNLV                      |
| 25   | Ron Moore (C)         | Estados Unidos | New York Knicks        | West Virginia State       |
| 26   | Steve Alford (G)      | Estados Unidos | Dallas Mavericks       | Indiana                   |
| 27   | Nate Blackwell (G)    | Estados Unidos | San Antonio Spurs      | Temple                    |
| 28   | Rickie Winslow (F)    | Estados Unidos | Chicago Bulls          | Houston                   |
| 29   | Lester Fonville (C)   | Estados Unidos | Portland Trail Blazers | Jackson State             |
| 30   | Nikita Wilson (F)     | Estados Unidos | Portland Trail Blazers | Louisiana State           |
| 31   | Andre Moore (F)       | Estados Unidos | Denver Nuggets         | Loyola (IL)               |
| 32   | Bob McCann (F)        | Estados Unidos | Milwaukee Bucks        | Morehead State            |
| 33   | Tony White (G)        | Estados Unidos | Chicago Bulls          | Tennessee                 |
| 34   | Brian Rowsom (F)      | Estados Unidos | Indiana Pacers         | UNC Wilmington            |
| 35   | Doug Lee (G/F)        | Estados Unidos | Houston Rockets        | Purdue                    |
| 36   | Duane Washington (G)  | Estados Unidos | Washington Bullets     | Middle Tennessee State    |
| 37   | Derrick Dowell        | Estados Unidos | Washington Bullets     | Southern California       |
| 38   | Norris Coleman (F)    | Estados Unidos | Los Angeles Clippers   | Kansas State              |
| 39   | Vincent Askew (SG-SF) | Estados Unidos | Philadelphia 76ers     | Memphis State             |
| 40   | Winston Garland (G)   | Estados Unidos | Milwaukee Bucks        | Missouri State            |
| 41   | Kannard Johnson (F)   | Estados Unidos | Cleveland Cavaliers    | Western Kentucky          |
| 42   | Terrance Bailey       | Estados Unidos | Atlanta Hawks          | Wagner                    |
| 43   | Andrew Kennedy        | Jamaica        | Philadelphia 76ers     | Virginia                  |
| 44   | Terry Coner           | Estados Unidos | Atlanta Hawks          | Alabama                   |
| 45   | Brad Lohaus (PF-C)    | Estados Unidos | Boston Celtics         | Iowa                      |
| 46   | Bruce Dalrymple       | Estados Unidos | Phoenix Suns           | Georgia Tech              |

## Jugadores destacados no elegidos en las dos primeras rondas
| Pick | Jugador                   | Nacionalidad                  | Equipo de la NBA       | Origen (Universidad/club) |
| ---- | ------------------------- | ----------------------------- | ---------------------- | ------------------------- |
| 63   | Kevin Gamble (SG)         | Estados Unidos                | Portland Trail Blazers | Iowa                      |
| 68   | Billy Donovan (F)         | Estados Unidos                | Utah Jazz              | Providence                |
| 74   | Joe Arlauckas (F)         | Estados Unidos                | Sacramento Kings       | Niágara                   |
| 75   | Chris Dudley (C)          | Estados Unidos                | San Antonio Spurs      | Yale                      |
| 127  | Sarunas Marciulionis (SG) | Unión Soviética · ( Lituania) | Golden State Warriors  | Statyba Vilnius (URSS)    |